# Gabriela Sůvová
Gabriela Sůvová (* 8. února 1972 Jablonec nad Nisou), provdaná Lehká, je bývalá česká biatlonistka.
Startovala na ZOH 1992 a 1994, jejím nejlepším individuálním výsledkem je 18. místo ve sprintu v Albertville 1992. Na týchž hrách pomohla českému týmu k osmému místu v závodě štafet. Na Mistrovství světa 1992 získala bronzovou medaili v závodě družstev.